# Ибатулов, Алексей Олегович
Алексей Олегович Ибатулов (28 мая 1993 года, Архангельск) — российский и эстонский хоккеист с мячом, полузащитник ХК «Водник» (Архангельск) и сборной Эстонии. Мастер спорта России.

## Биография
Воспитанник архангельского хоккея с мячом. Алексей рос в спортивной семье. Его дед Николай Ибатулов — первый победитель самого первого легкоатлетического марафона «Гандвик», а отец серьезно занимается настольным теннисом.
За основной состав «Водника» дебютировал 12 марта 2009 года в матче со «СКА-Свердловском». На тот момент полузащитнику не было и 16 лет. Затем Ибатулов несколько лет выступал за вторую команду архангелогородцев, пока в 2014 году не был возвращен в основу. С 2015 по 2017 годы хоккеист выступал в Финляндии за клуб ВП-35. Летом 2018 года Ибатулов вновь вернулся в расположение «Водника».

## Сборная
Алексей Ибатулов вызывался в расположение юниорской сборной России (до 15 лет), однако в официальных матчах он за нее не играл, на чемпионате мира 2008 года находился в резерве. Бабушка хоккеиста является гражданкой Эстонии. По этой причине, согласно регламенту международной федерации бенди, Ибатулов имеет право выступать за сборную этой страны. В 2018 году он воспользовался этой возможностью и дебютировал за эстонцев на Чемпионате мира в Китае в группе «Б». Через год полузащитник помог национальной команде занять первое место на турнире и пробиться в элиту мирового хоккея с мячом. На двух турнирах в группе «Б» Ибатулов становился лучшим бомбардиром.

## Достижения
- Победитель международного турнира «ExTe Cupen» (1): 2018.